# Rebeca Matte Bello
Rebeca Matte Bello (Santiago, 29 d'octubre de 1875 - París, 15 de maig de 1929) va ser la primera dona xilena escultora. Va ser una artista independent que, no obstant això, va coincidir amb la Generació Acadèmica de finals del segle xix, a causa de la concepció estètica de la seva obra, el valor del tema i un gran domini de la tècnica en l'ús de materials nobles. Besneta de l'humanista Andrés Bello López. Va ser nomenada professora de l'Acadèmia de Belles Arts de Florència, càrrec que mai abans havia estat atorgat a un estranger i menys a una dona.

## Biografia

### Estudis i família
Rebeca va ser l'única filla del destacat polític, i ministre de l'Estat Xilè Augusto Matte Pérez i de Rebeca Bello Reyes. La seva mare en donar a llum va embogir i va quedar sumida en una amnèsia total de la qual mai es va reposar. La petita Rebeca es va educar llavors a casa de la seva àvia materna Rosario Reyes Gómez, vídua de Juan Bello Dunn.
El seu pare va morir a Berlín l'any 1913. Les seves restes descansen al costat dels de la seva esposa en un monument ideat per la seva filla i en la porta de la qual s'exhibeix l'estàtua Dolor, una de les més atrevides concepcions de l'escultora.
Rebeca es va educar envoltada d'intel·lectuals, ja que a la casa de la seva àvia concorrien destacats homes de l'època com José Victorino Lastarria, els germans Amunátegui i Alberto Blest Gana, entre d'altres.
Inicia els seus estudis d'escultora a Roma. Més endavant es trasllada a París i ingressa en l'Acadèmia Julien on estudia amb Denys Puech i Ernst Dubois. D'aquesta època juvenil van sorgir importants obres que destaquen pel seu fort accent dramàtic. També durant aquest període contreu tuberculosi, malaltia que li implicaria un gran dolor.
El 1900 i 1901, Rebeca Matte rep les seves primeres medalles i distincions a Europa i a Xile; en aquests anys es va casar amb l'enginyer i polític Pedro Felipe Íñiguez Larraín. D'aquest matrimoni va néixer Eleonora Íñiguez Matte (1902-1926), més coneguda com a "Lily", font d'immensa alegria per a l'escultora i la criança de la qual la va mantenir allunyada dels tallers per diversos anys.
Cap a 1908, Rebeca Matte va reprendre el seu treball d'escultora i va produir una sèrie d'obres en marbre i bronze que destaquen per la seva maduresa i tècnica. Després de breus estades a Xile, l'artista es va establir a Florència. Al llarg de la seva carrera, va treballar la talla directa del marbre i el buidatge en bronze.
El 1918 l'Acadèmia de Belles Arts de Florència la va distingir amb el càrrec de professora honoraria.

## Obres
El 1908 el govern xilè li va encarregar una escultura per donar al Palau de la Pau que es començava a construir a la Haia. Aquesta escultura va ser instal·lada l'any 1914 just abans de l'inici de la Primera Guerra Mundial i paradoxalment se la coneix com La guerra. Aquest monument de Rebeca Matte va deslligar la musa de diversos escriptors i poetes italians i estatunidencs.
El 1920 el govern xilè també li va encarregar el monument als Herois de la Concepció, emplaçat en l'Avenida Libertador Bernardo O'Higgins, i que segons la majoria dels crítics d'art és una de les escultures més belles de la ciutat de Santiago.

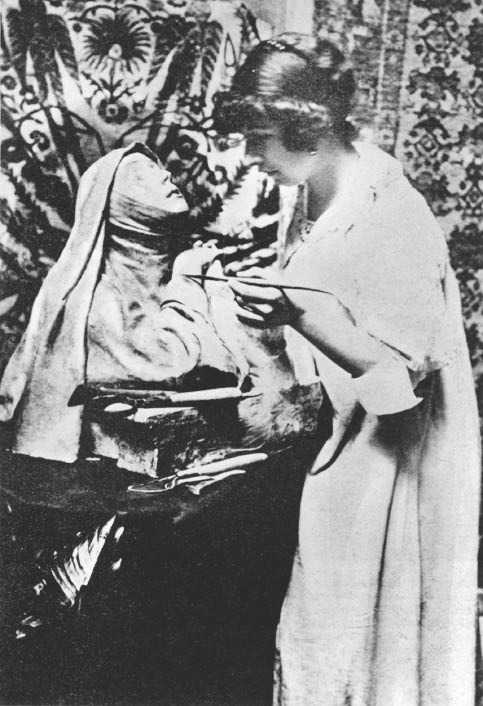
Rebeca Matte donant els seus últims tocs a l'escultura Santa Teresa, París, 1907.

Destaquen a més, Ícar i Dèdal, donada pel seu espòs al Museu Nacional de Belles Arts l'any de la defunció de l'artista i instal·lada en el frontis del museu l'any 1930; aquesta escultura porta inscrita la frase Units en la glòria i en la mort. Existeixen almenys dues rèpliques de la mateixa escultura que té diferents noms, ja que el govern de Xile va encarregar a l'artista l'execució d'aquesta obra per obsequiar-la a Brasil el dia del centenari de la seva independència. El lliurament i la inauguració de la mateixa es van efectuar l'any 1922 a la Plaça Mauá de Rio de Janeiro i duu el nom d'Aviadors. Posteriorment va ser traslladada al frontis de la Universitat de la Força Aèria a Campo dos Afonsos, Rio de Janeiro. Una altra de les seves obres és L'eco, també situada en el Museu Nacional de Belles Arts.
Les seves obres més personals són Militza, en préstec al Museu d'Art i Artesania de Linares (Xile); Dolor, dedicada a la seva mare i que es troba en el Cementiri General; i La meva filla. En elles, Matte aconsegueix plasmar una càrrega emotiva i sentimental que revela un treball estètic amb les tragèdies que marquen la seva vida: la malaltia de la mare, la mort del pare i l'amor per la filla morta prematurament.

## Allunyament de l'art
Durant la seva estada a Florència es va manifestar amb més violència la tuberculosi de la seva filla Lily, que ella li havia contagiat. Traslladada a un sanatori als Alps suïssos, la jove finalment va morir el 1926 i va deixar a la seva mare sumida en el major dels sofriments. Rebeca Matte no va tornar a crear i va dedicar els últims anys de la seva vida a editar els versos que havia escrit la seva filla i a fundar diverses institucions de beneficència en el seu nom.

### Mort
Va morir, als 53 anys, a París el 14 de maig de 1929. El govern d'Itàlia va sol·licitar llavors una de les seves obres per dipositar-la al Palau Pitti, a Florència

## Llegat
En 1922 el Ministeri d'Educació va crear la distinció Rebeca Matte, en el seu reconeixement.

## Obres de Rebeca Matte

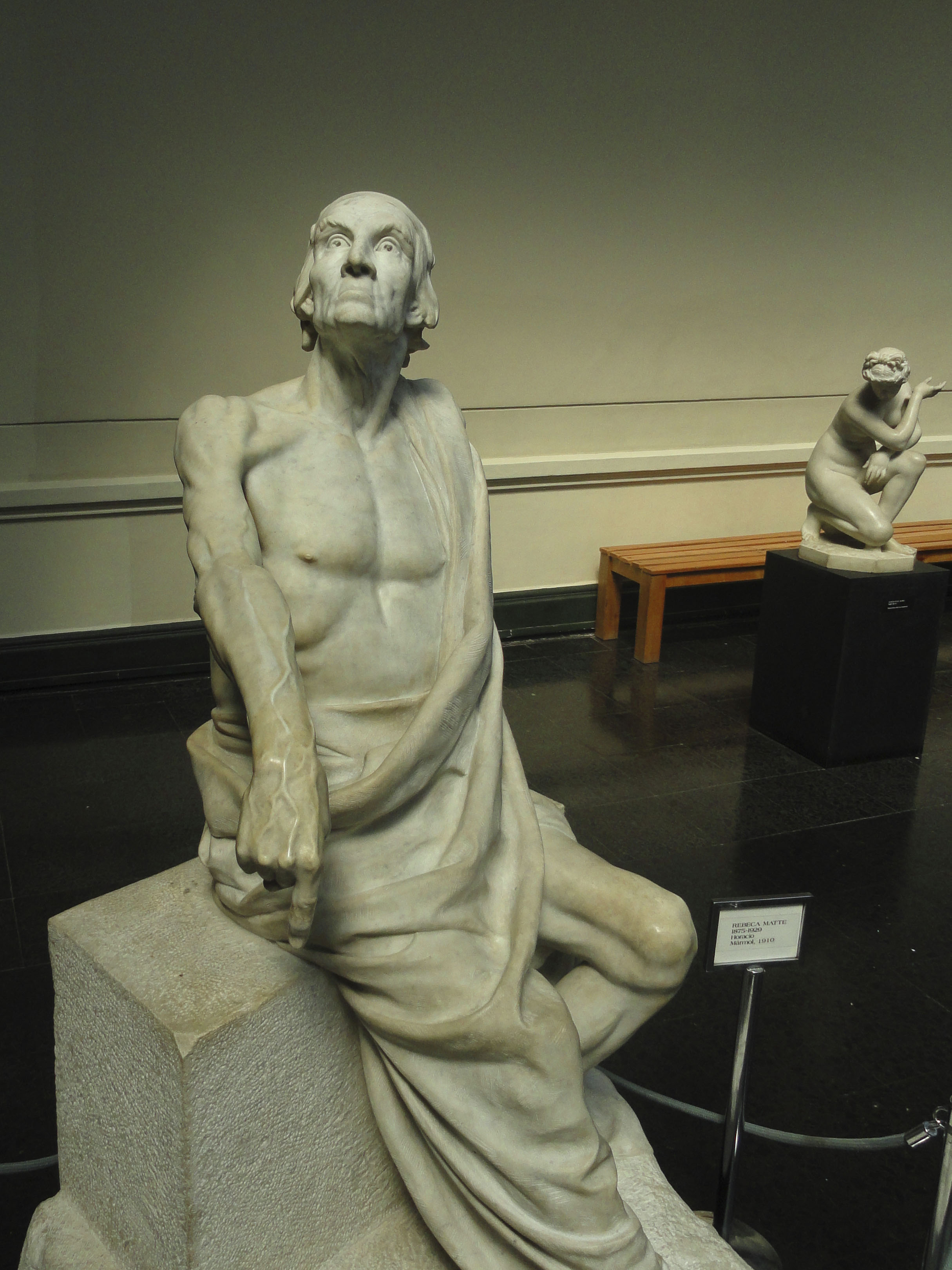
Horaci (escultura, marbre - 1910) Museu Nacional de Belles Arts (Xile)

- Units en la glòria i en la mort (Ícar i Dèdal), 1922, Bronze, 200 cm d'alt, Museu Nacional de Belles Arts, Xile.
- Horaci, marbre, 200 cm d'alt, Museu Nacional de Belles Arts, Xile.
- L'eco, marbre, 142 cm d'alt, Museu Nacional de Belles Arts, Xile
- Cru hivern, 1912, bronze, 60 cm d'alt, Museu Nacional de Belles Arts, Xile.
- Militza, marbre, 155 cm d'alt, Museu d'Art i Artesania de Linares, Xile.
- La guerra, 1914, Palau de la Pau de la Haia, Holanda.
- Tristesa, marbre, Galeria Pitti, Florència, Itàlia.
- Homenatge als herois de la Concepció, 1920, bronze, Av. Libertador Bernardo O'Higgins, Santiago, Xile.
- Els aviadors, 1923, bronze, Plaça Mauá, Rio de Janeiro, Brasil.
- Ulisses i Calipso, 1925, marbre, Hall del Club de La Unión, Santiago, Xile.
- La meva filla, marbre, Cementiri General, Santiago, Xile.
- Dolor, marbre, Cementiri General, Santiago, Xile.

## Galeria d'algunes escultures

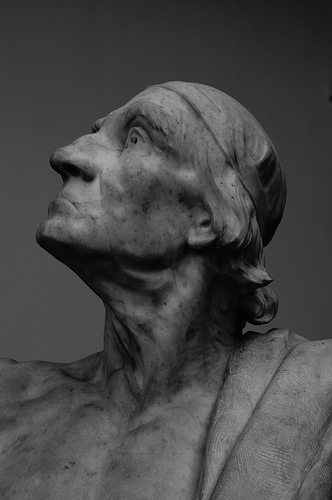
Horaci (detall)
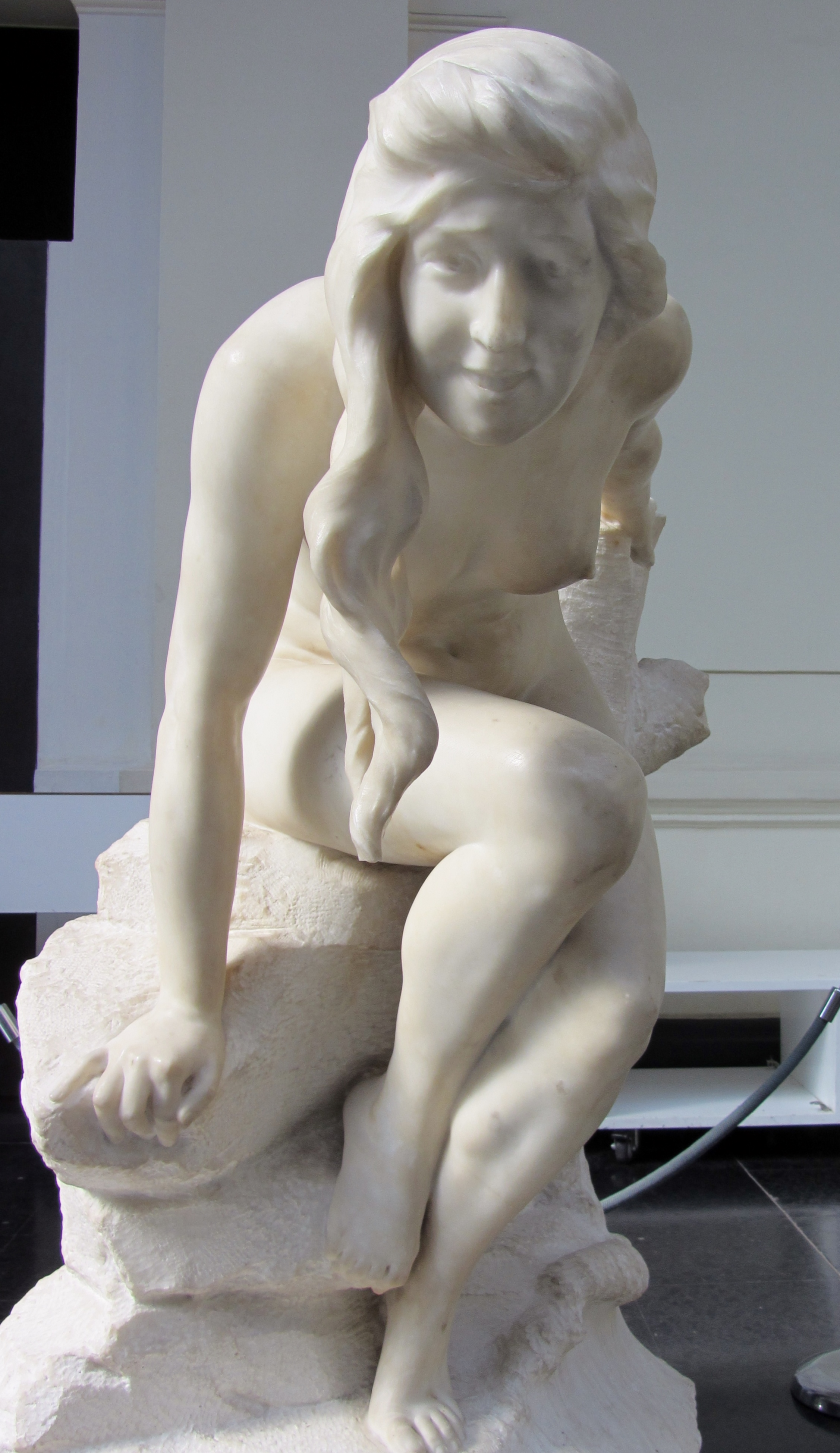
El ressò o L'encantament
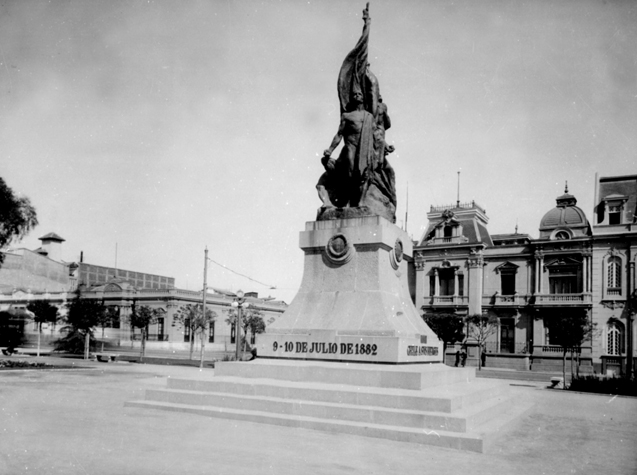
Homenatge als herois de la Concepció
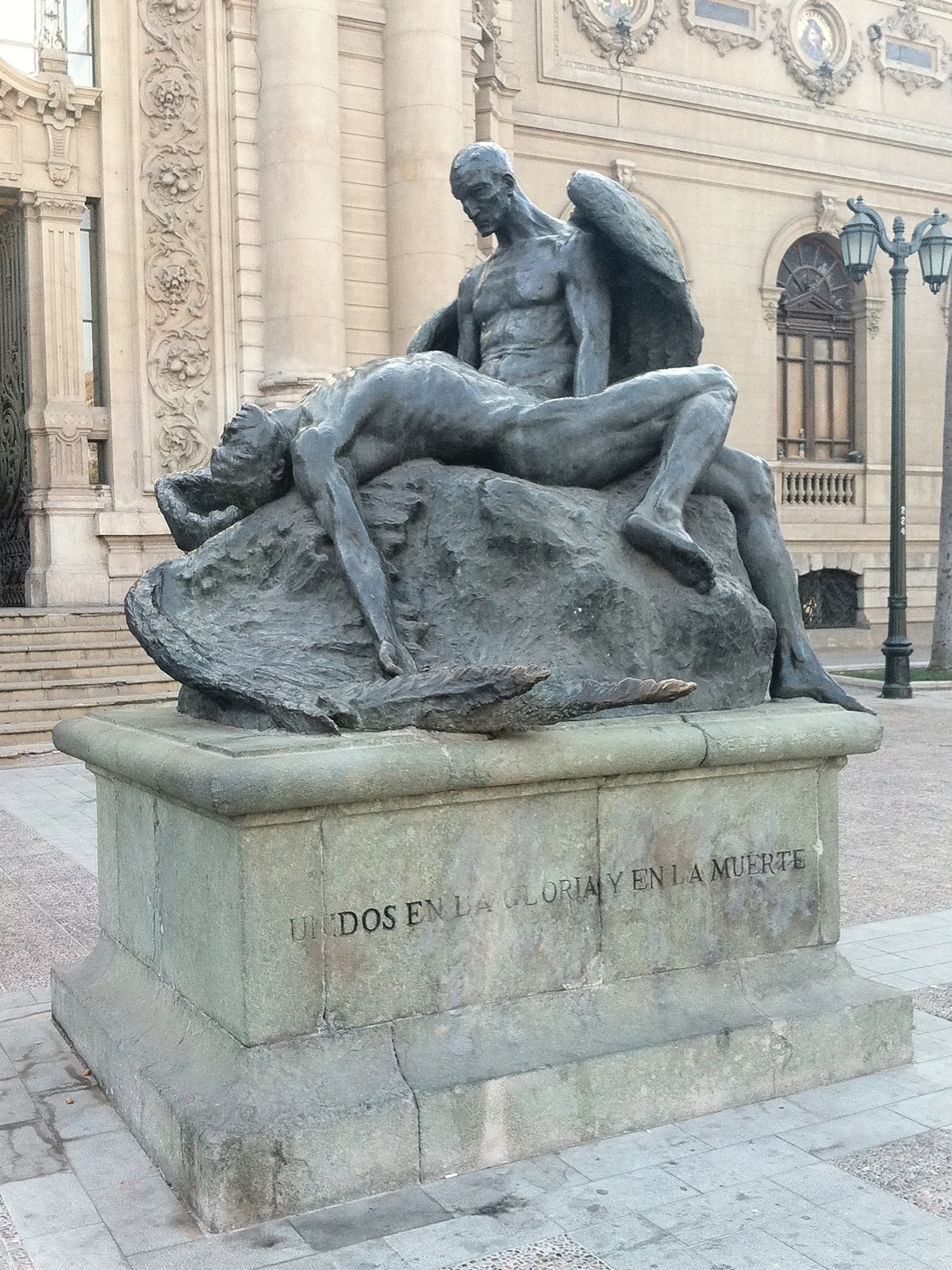
Units en la glòria i en la mort
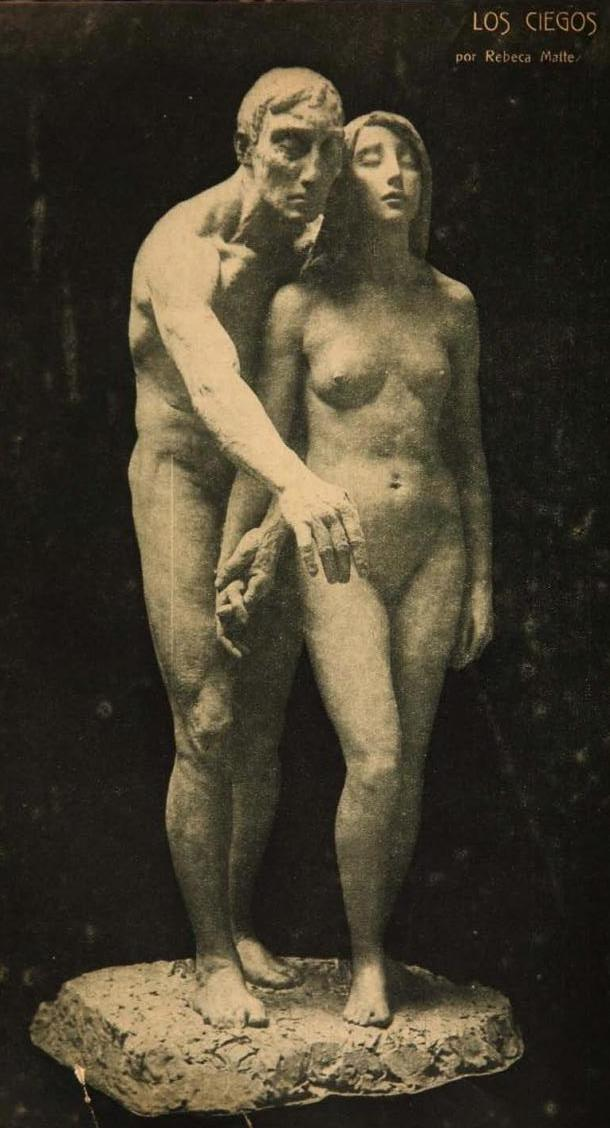
Els cecs